# Franc Pavšič
Franc Pavšič (tudi Francisco Pausich in Francisco Pausic), argentinski rimskokatoliški duhovnik, kanonik in profesor slovenskega rodu, * 6. oktober 1876, Osek, Avstro-Ogrska, † 4. maj 1927, Paraná, Argentina.

## Življenje in delo
Rodil se je v družini s štirimi otroki mlinarju Pavlu in gospodinji Tereziji Pavšič rojeni Hrovatin. Družina se je 29. januarja 1888 odselila v Argentino in se naselila v provinci Entre Rios. V njenem glavnem mestu Paraná je bil gojenec zavoda Sv. Jožefa (Colegio San José), kjer je končal klasično gimnazijo. Študij je nato nadaljeval v semenišču v mestu Santa Fe. Sveto mašniško posvečenje je prejel 22. decembra 1900. Od leta 1904 js služboval v provinci Entre Rios; najprej kot kaplan v kraju Villa Libertad, 1910 pa je postal župnik v mestu Rosario del Tala.  Leta 1916 je bil imenovan za drugega kanonika subdiakona, 1917 pa za prvega kanonika subdiakona pri stolnici v Paraná. Nato je leta 1918 postal drugi kanonik diakon, 1919 pa stolni  kanonik. Od 1. marca 1919 je kot profesor poučeval na škofijskem semenišču v Paraná.
Pavšič je bil dolga leta naročnik knjig Mohorjeve družbe. To dokazuje, da je ohranil znanje slovenščine, čeprav je zapustil domovino kot otrok in živel do smrti v povsem tujem okolju.